# Erich IV. (Hoya)
Erich IV., Graf von Hoya (* um 1504; † 24. Oktober 1547) regierte von 1525 bis 1547 die Ämter Stolzenau und Steyerberg.

## Leben und Wirken
Erich IV. war ein nachgeborener Sohn von Jobst I. von Hoya und Ermengard zur Lippe. Er blieb unverheiratet.
Die Grafschaft Hoya wurde vor Erich IV. von seinem älteren Bruder Jobst II. von Hoya regiert. Erich erhielt 1525 die Ämter Stolzenau und Steyerberg. Er residierte in Stolzenau und ließ dort das Schloss ausbauen. Im Kloster Schinna ließ er eine Fachwerkkirche errichten als Ersatz für die steinerne Klosterkirche, die er abbrechen ließ, um Baumaterial für die Burg Stolzenau zu gewinnen. Erich IV. übernahm nach dem Tod seines Bruders Jobst II. 1545 die Vormundschaft über dessen unmündige Kinder. Er selbst starb am 24. Oktober 1547 und wurde in der Klosterkirche Schinna bestattet. Die Deckplatte seiner Grabtumba befindet sich jetzt in der St.-Vitus-Kirche in Schinna.